# Jason Richardson (atleet)
Jason Richardson (Houston, 4 april 1986) is een Amerikaanse atleet, die gespecialiseerd is in de 110 m horden. Hij vertegenwoordigde zijn vaderland bij de Olympische Spelen van 2012 (Londen), en won daar de zilver medaille op de 110 m horden.

## Carrière
Na zijn wereldtitels bij de B-jeugd in 2003 op zowel de 110 als de 400 m horden bleef het lang stil rond Jason Richardson, totdat hij vijf jaar later, bij de NCAA-kampioenschappen, op de 110 m horden de overwinning naar zich toehaalde.
Op de Amerikaanse kampioenschappen atletiek van 2011 in Eugene plaatste hij zich voor de wereldkampioenschappen in Daegu. In de Zuid-Koreaanse stad werd hij, na diskwalificatie van olympisch kampioen Dayron Robles, wereldkampioen op de 110 m horden.

## Titels
- Wereldkampioen 110 m horden - 2011
- NCAA-kampioen 110 m horden - 2008
- Wereldkampioen B-junioren 110 m horden - 2003
- Wereldkampioen B-junioren 400 m horden - 2003

## Persoonlijke records
Outdoor
| Onderdeel    | Prestatie | Datum        | Plaats   |
| ------------ | --------- | ------------ | -------- |
| 100 m        | 10,78     | 18 mei 2006  | Carolina |
| 200 m        | 21,13     | 31 juli 2003 | Miami    |
| 110 m horden | 12,98     | 30 juni 2012 | Eugene   |
| 400 m horden | 49,79     | 19 juni 2004 | Raleigh  |

Indoor
| Onderdeel   | prestatie | Datum         | Plaats       |
| ----------- | --------- | ------------- | ------------ |
| 60 m horden | 7,53      | 14 maart 2008 | Fayetteville |

## Palmares

### 110 m horden
Kampioenschappen
- 2003:  WK voor B-junioren - 13,29 s
- 2011:  WK - 13,16 s
- 2013: 4e WK - 13,27 s

Diamond League-podiumplekken
- 2011:  Athletissima – 13,17 s
- 2011:  DN Galan – 13,17 s
- 2011:  Aviva London Grand Prix – 13,08 s
- 2011:  Weltklasse Zürich – 13,10 s
- 2012:  Shanghai Golden Grand Prix – 13,16 s
- 2012:  Prefontaine Classic – 13,11 s
- 2012:  Adidas Grand Prix – 13,18 s
- 2012:  Aviva London Grand Prix – 13,06 s
- 2012:  Herculis – 13,07 s
- 2012:  Athletissima – 13,08 s
- 2012:  Birmingham Grand Prix  – 12,98 s
- 2012:  Memorial Van Damme – 13,05 s
- 2013:  Shanghai Golden Grand Prix – 13,23 s
- 2013:  Athletissima – 13,20 s

### 400 m horden
- 2003:  WK voor B-junioren - 49,91 s

1983 Greg Foster ·
1987 Greg Foster ·
1991 Greg Foster ·
1993 Colin Jackson ·
1995 Allen Johnson ·
1997 Allen Johnson ·
1999 Colin Jackson ·
2001 Allen Johnson ·
2003 Allen Johnson ·
2005 Ladji Doucouré ·
2007 Liu Xiang ·
2009 Ryan Brathwaite ·
2011 Jason Richardson ·
2013 David Oliver ·
2015 Sergej Sjoebenkov ·
2017 Omar McLeod ·
2019 Grant Holloway ·
2022 Grant Holloway ·
2023 Grant Holloway